# Prelog
Prelog (maďarsky Perlak) je město v Chorvatsku v Mezimuřské župě. Nachází se nedaleko maďarských hranic, asi 13 km jihovýchodně od Čakovce, 14 km jihozápadně od maďarského Letenye, 24 km severovýchodně od Varaždinu a asi 99 km severovýchodně od Záhřebu. Podle údajů z roku 2021 v samotném městě žilo 4 041 obyvatel, v celé opčině pak 7 041 obyvatel. Počet obyvatel opčiny již od roku 1948 pravidelně klesá.
Prelogem prochází státní silnice D20 a župní silnice Ž2026 a Ž2033, asi 7 km severozápadně se nachází nájezd na dálnici A4. Je zde postaven katolický kostel svatého Jakuba. Město leží u břehu uměle vytvořeného Dubravského jezera, sloužícího pro zásobování nedaleké vodní elektrárny Dubrava. Protéká jím řeka Dráva, je zde vybudována marina. Rovněž se zde nachází několik menších jezer, jako jsou Cirkovljan, Magistralka a Perutnica.

## Historie
Oblast dnešního Prelogu byla osídlena již v dobách Římské říše, jak dokazují archeologické nálezy. Římané toto území obsadili v 1. století, ve 3. století zde stála římská villa. První písemná zmínka o městě pochází z roku 1264, kdy bylo zmíněno pod názvem Prelak. V roce 1334 je znovu zmíněn v listině záhřebské diecéze jako jedna z jedenácti farností v Mezimuří. Další zmínky pocházejí z let 1461 (Perlak) a 1478 (Prilakh). V roce 1480 se zde utábořil Matyáš Korvín. V té době byl již Prelog tržním městem, které patřilo šlechtickému rodu Ludbregů a později Bitoveczů.
V roce 1546 připadl Prelog šlechtickému rodu Zrinských a stal se důležitým obchodním centrem. Když byl v roce 1671 popraven Petr Zrinský za zradu, mnozí obyvatelé z města uprchli ve strachu z jeho zničení cizími vojsky. Od roku 1716 začal počet obyvatel znovu narůstat, růst byl nepřetržitý až do poloviny 20. století. Podle itineráře z roku 1750 byl Prelog velké lidnaté město s rušnými ulicemi a mnoha malými doškovými dřevěnými domky. V té době byl Prelog nejrozvinutějším střediskem řemesla v regionu.
V druhé polovině 18. století byla v Prelogu otevřena škola, zřízen královský sklad soli a založena továrna na hedvábí, která fungovala až do roku 1848. V roce 1761 proběhla též přestavba barokního kostela svatého Jakuba. Při sčítání lidu v roce 1786 žilo v Prelogu 1 729 obyvatel, čímž přesahoval i Čakovec a byl tak největším městem v Mezimuří. Byl rovněž obchodním a hospodářským centrem z hlediska počtu řemeslníků, obchodů a cechů. V roce 1873 zde byla otevřena první banka, v roce 1905 spořitelna.
Rozvoj města se však v polovině 19. století zastavil, jelikož tudy nevedla železniční trať z Budapešti do Rijeky, což vedlo k poklesu průmyslové výroby. Úpadek pokračoval i ve 20. století, kdy město ztratilo své dřívější správní pravomoci. Do roku 1920, kdy byla podepsána Trianonská smlouva, byl Prelog střediskem stejnojmenného okresu a nacházel se v župě Zala, která byla mnohem rozsáhlejší než v současnosti. Status města získal Prelog v roce 1997.

## Obyvatelstvo
Naprostou většinu obyvatel (98,49 %) tvoří Chorvati. Z národnostních menšin jsou nejpočetnější Slovinci, kterých zde žije 24 a tvoří tak 0,31 % obyvatel. Dále zde žije sedmnáct Albánců (0,22 %), po deseti Rusech a Srbech (0,13 %), po sedmi Němcích a Ukrajincích (0,09 %), čtyři Bosňáci, tři Italové a dva Maďaři. Na začátku 19. století však byla maďarská menšina v Prelogu mnohem výraznější, z 4 518 obyvatel bylo 713 Maďarů, kteří tvořili 15,78 % obyvatelstva.
Většina obyvatel (96,33 %) vyznává římskokatolické křesťanství, dvacet lidí (0,26 %) se hlásí k pravoslavné církvi, čtyři lidé (0,05 %) k protestantským církvím a dva (0,03 %) k ostatním křesťanským církvím. Devatenáct obyvatel (0,24 %) vyznává islám. Čtrnáct lidí (0,18 %) se řadí mezi agnostiky a skeptiky, 103 lidí (1,32 %) patří mezi ateisty a 99 obyvatel (1,27 %) se ke své víře nevyjádřilo.

## Administrativní dělení
K opčině města Prelog patří celkem osm samostatných sídel.
- Cirkovljan – 696 obyvatel
- Čehovec – 638 obyvatel
- Čukovec – 256 obyvatel
- Draškovec – 546 obyvatel
- Hemuševec – 225 obyvatel
- Oporovec – 339 obyvatel
- Otok – 300 obyvatel
- Prelog – 4 041 obyvatel

## Sousední vesnice
| Růžice kompasu | Donji Pustakovec Palovec | Čehovec                       | Donji Kraljevec | Růžice kompasu |
| Růžice kompasu | Mala Subotica Sveti Križ | Sever                         | Cirkovljan      | Růžice kompasu |
| Růžice kompasu | Mala Subotica Sveti Križ | Prelog                        | Cirkovljan      | Růžice kompasu |
| Růžice kompasu | Mala Subotica Sveti Križ | Jih                           | Cirkovljan      | Růžice kompasu |
| Růžice kompasu | Otok Hrženica            | Sveti Đurđ Karlovec Ludbreški | Struga          | Růžice kompasu |